# Товарищеский мост
Това́рищеский мост — автодорожный железобетонный рамно-консольный мост через реку Оккервиль в Невском районе Санкт-Петербурга.

## Расположение
Расположен в створе Товарищеского проспекта. Рядом с мостом расположен парк им. Есенина. Выше по течению находится безымянный пешеходный мост, ниже — мост Подвойского. Ближайшая станция метрополитена — «Улица Дыбенко».

## Название
Название известно с 1970-х годов и дано по наименованию Товарищеского проспекта.

## История
Необходимость строительства моста была вызвана массовым жилищным строительством в районе Весёлого посёлка. Мост сооружён в 1970–1971 годах по проекту инженера «Ленгипроинжпроекта» Б. Э. Дворкина. Работы выполнило СУ-3 треста «Ленмостострой» под руководством главного инженера Л. Ф. Полякова и прораба А. Г. Туракулова.

## Конструкция
Мост однопролётный железобетонный рамно-консольной системы с шарниром в середине пролета. Пролётное строение состоит из сборных железобетонных балок таврового сечения с криволинейным очертанием нижнего пояса. Устои массивные, из монолитного железобетона, на свайном основании. На поверхности устоев нанесена рустовка под камень. К устоям примыкает низкая железобетонная подпорная стенка. Общая длина моста составляет 23,9 м, ширина моста — 29 м.
Мост предназначен для движения автотранспорта и пешеходов. Проезжая часть моста включает в себя 4 полосы для движения автотранспорта. Покрытие проезжей части и тротуаров — асфальтобетон. Тротуары отделены от проезжей части железобетонным парапетом в металлической рубашке. Перильное ограждение — литые чугунные решётки с металлическими вставками, на устоях завершаются гранитными тумбами.